# Ер Франсов лет 358
Ер Франсов лет 358 је био лет авионом ербас А340 из Париза, Француска, до Торонта, Канада.
Авион је полетео из Париза у 11:53 UTC, 2. августа 2005. године. На своју дестинацију, Торонто, је стигао у 20:01 UTC (16:01 EDT) и слетео на слетну стазу број 24L-06R. Приликом слетања авион није успео да се заустави на полетно-слетној стази, већ је продужио и зауставио на 300  од краја полетно-слетне стазе, запалио се. У Ербасу је било 297 путника и 12 чланова посаде. Сви путници и чланови посаде су преживели.
Због невремена који је владао у Торонту, многи летови су отказани а нека слетања су преусмерена на околне Канадске аеродроме Отава, Лондон, Хамилтон, Монтреал и Винипег, и такође на оближње аеродроме у САД, Сиракјуз и Бафало. Летови из Ванкувера су враћени. Укупно је отказано 540 летова.
Удес Ер Франса на лету 358 је била једна од највећих несрећа која је погодила торонтски аеродром Пирсон.
Жан Лепјер, канадски министар за саобраћај, је изјавио да је лет 358 чудо, јер чињеница да се догодила таква несрећа а да су сви путници преживели. Новине и информативни центри су тих дана извештавале своје читаоце са насловима „Чудо у Торонту“, „Торонтска драма“ и „Драма на полетно-слетној стази 24Л“

## Путници
| Националност         | Укупно |
| -------------------- | ------ |
| Канада               | 104    |
| Француска            | 101    |
| Индија               | 008    |
| Италија              | 019    |
| Уједињено Краљевство | 007    |
| Сједињене Државе     | 019    |
| Немачка              | 002    |
| Укупно               | 307    |

Путници су били бизнисмени, туристи и студенти.

## Опис авиона
- Власник: Ер Франс
- Врста авиона: Цивилни, путнички
- Модел авиона: Ербас А340
- Регистарски број авиона: FGLZQ[8] (1999)
- Модел у употреби: 14 година
- Авион у употреби: 6 година
- Укупно седишта: 295
- Мотор:
- Максимална брзина: 0,86 маха
- Домет: 13.350km
- Максимална тежина при узлетању: 276.000kg
- Распон крила: 60,3m
- Полет: Аеродром Шарл де Гол (CDG/LFPG), поред Париза, Француска
- Дестинација: Аеродром Пирсон (YYZ/CYYZ), поред Торонта, Онтарио, Канада

## Опис догађаја
Удес авиона се десио 2. августа 2005. године у 20:03 UTC (16:03 EDT, локално време). Ер Франсов лет 358, авионом типа Ербас А340, са 297 путника и 12 чланова посаде је слетео са полетно-слетне стазе 24Л на торонтском аеродрому Пирсон, у Мисисоги, и завршио у ували на 300  од краја полетно-слетне стазе. Сви путници и чланови посаде су се успешно евакуисали. Било је укупно 43 повређена лица али није било смртног случаја. Авион је тотално изгорео.
Авион се спустио на аеродром током веома лошег времена – јаког ветра, кише и невремена праћеног громовима
(види време, испод), и додирнуо је полетно-слетну стазу касније него што је прописано. Неки путници су касније изјавили да се авион њихао непосредно пред само спуштање, вероватни узрок томе је турболенција ваздуха и налети ветра током олује. Један од путника је изјавио да је несрећа била као и аутомобилска несрећа али је трајала бесконачно дуго и без престанка ".
Авион је добио дозволу да слети у 16:04 EDT на слетну полетно-слетну стазу 24Л, која је дужине од 2.743 m и најкраћа је од свих на аеродрому Пирсон. Када се авион спустио на полетно-слетну стазу, није успео да се заустави на њој, већ је продужио да клизи још 300 m и тек се зауставио у једној ували, одмах код оближњег потока Етобок, који је набујао од кише која падала, недалеко од ауто-пута број 401. Ватра која је избила, почела је од средине авиона код левог крила и блокирала је неке од излаза за евакуацију. Ипак и поред тога свих 309 путника и чланова посаде је успело да изађе из авиона пре истека од 90 секунди. Ватрогасци и спасилачке екипе су се појавиле на место удеса у року од 52 секунде. Неки од тобогана за евакуацију се нису отворили и путници на тим излазима су били приморани да искачу из авиона. Евакуација је протекла у реду и свако је радио свој део посла. Чланови посаде су отворили излазе за евакуацију, путници су напуштали авион без панике, у реду без гурања, помагали један другоме. Мушкарци су прихватали слабије и децу, на местима где се тобогани нису отворили и путници били приморани да скачу са већих висина из авиона.
После евакуације из авиона, неки путници, укључујући и повређене, су завршили на ауто-путу 401, који иде паралелно са слетном полетно-слетном стазом. Саобраћај на ауто-путу је тотално стао и возачи су, и поред невремена које је трајало, почели да указују помоћ настрадалима. Примали су их у своја возила и аутобусе. Неки од повређених путника су превезени приватним колима до болнице. Убрзо је наишла и полиција која је усмерила спасилачке екипе и аутобусе са аеродромских терминала на места где би се евакуисани путници покупили. Авион је горео наредна два сата и главна ватра је угашена нешто пре 18:00 EDT. Ватра која је тињала унутар авионских делова је сасвим угашена сутрадан 3. августа 2005. и истражна комисија је одмах могла започети свој посао.
Овај удес је проузроковао одлагање на стотине летова на територији читаве северне Америке, али већ исте ноћи пет полетно-слетних стаза је стављено у промет.
Такође је био поремећен и друмски саобраћај. Ауто-пут 401 је један од најпрометнијих ауто-путева на свету и главна је саобраћајница за Торонто и околину. Несрећа се догодила баш код места где се спајају 18 линија ауто-путева 403, 410 и 427.
На истом аеродрому, скоро на истом месту (на полетно-слетној стази 23Р), се 1978. године такође догодила авионска несрећа. Ер Канадин авион, лет 189, је слетео са стазе и завршио у ували и тај удес је имао два смртна случаја и пуно више повређених. После несреће било је доста критика да се увала у коју су оба авиона завршила, попуни или нешто друго предузме.
Новински извори, Торонто Стар, наводе да је ово било први пут да Ербас из серије А340 има несрећу и тиме упрља свој 14 годишњи чист рекорд. Овај авион је стављен у употребу 1999. године и био је на техничком прегледу, сервису, 5. јула 2005. непуних месец дана пре несреће. Авион је имао укупно 3.711 летова или укупно 28.418 сати лета.
Један од путника, Еди Хо, је направио четири фотографије евакуације са својом камером и оне су пуштене у медије Ове фотографије су доста помогле у истрази која је уследила после несреће. Марк Розенкер је критиковао фотографисање током евакуације казујући да је важније да се прво укаже помоћ настрадалима и да је фотографисање неодговорно. Било је још критичара фотографисања, Хелен Мир и Бен Шервуд, али су се сви сложили да су фотографије биле вредан чинилац за истражитеље.

## Време
МЕТАР, праћење времена за аеродром Пирсон је било вршено управо у време када се догодила несрећа.
У 20:04 UTC (16:04 EDT) ветар је долазио са 340° север-северозапада брзином од 44 km/h и ударима до 61 km/h. Видљивост је била око 2 km кроз невреме са грмљавином и кишом. Облаци су се налазили на 1.400 m. Температура ваздуха је била 23 °C. По изворима слетна полетно-слетна стаза 24Л је имала видљивост од 1.600 m.
Такође је јављено да је удес настао два сата после давања такозваног црвеног аларма, да се све активности слетања и полетања забрањују, који је издат због наилазеће олује над Тооронтом. Пријављена видљивост за време несреће је била веома лоша. Било је грмљавине, удара громова и муње су севале на све стране. Такође је било и ледених падавина и ветар је био јак са ударима. У току 2 сата ветар се појачао од 5 на 30 km/h а температура је пала са 30 на 23 °C.
Ова несрећа се приказије као пример на Америчком временском каналу (The Weather Channel).